# واژه‌نامه سنگسری
واژه‌نامهٔ سنگسری مهم‌ترین اثر علمی در گویش‌شناسی زبان سنگسری است که خاستگاه آن شهر مهدیشهر ( سنگسر ) است .
این واژه‌نامه توسط پروفسور چراغعلی اعظمی سنگسری تألیف شده‌است و شامل شرحی دربارهٔ سنگسر، ۱۸۰۰۰واژهٔ سنگسری همراه با دستور زبان و ضرب‌المثل‌های سنگسری به سه زبان فارسی، انگلیسی و سنگسری است .
در این واژه نامه هزاران واژه و اصطلاح که شامل کلیه شئون زندگی شهری و عشایری مردم سنگسر است، ثبت و ضبط شده‌است.

## فرآیند ۱۸ ساله تالیف و نگارش کتاب
این کتاب یکی از ارزنده‌ترین آثار علمی و تحقیقی است که در رشته زبان‌شناسی تدوین شده‌است . پروفسور چراغعلی اعظمی سنگسری کار تدوین بیش از ۱۸ هزار واژه سنگسری را از تاریخ ۲۸آبان ۱۳۳۳ آغاز و تا سال ۱۳۵۱ ادامه داد .
این واژه نامه در سال ۱۳۵۱ با همکاری پروفسور گرنات ل. ویندفوهر توسط شعبه زبان دانشگاه میشیگان آمریکا در ۹۰۰ صفحه منتشر شده‌است.
با استناد به مقدمه ای که پروفسور اعظمی در ابتدای کتاب نوشته است، گردآوری واژه‌های سنگسری این کتاب ۱۸ سال طول کشیده که در ۱۱ سال آن ویندفوهر با وی در گردآوری اثر همکاری داشته‌است .

## واژه نامه سنگسری از نگاه صاحبنظران
شجاع الدین شفا دبیرکل وقت اتحادیه جهانی ایرانشناسان در مقدمه ای بر این کتاب می نویسد :
در دوران کنونی پژوهش های علمی و تحقیقی در ایران، انتشار این اثر را می باید تا حد زیادی سرآغاز فصل تازه ای در مطالعات مربوط به لهجه شناسی و زبان شناسی ایرانی، که با توجه به تحولات اجتماعی عصر حاضر و امکان از میان رفتن بسیاری از این لهجه ها اهمیت خاص دارد به شمار آورد .
دکتر علی اشرف صادقی، زبان‌شناس مشهور نیز زبان سنگسری را به واسطه دارا بودن این واژه نامه، زبانی خوشبخت می داند.

## فصل های کتاب
واژه نامه سنگسری در سه فصل تدوین شده‌است که عبارت اند از :
- مقدمه جامعی از دستور زبان سنگسری نوشته پروفسور گرنات ل. ویندفوهر
- واژه نامه سنگسری به سه زبان فارسی، سنگسری و انگلیسی
- ضمیمه ای از ضرب‌المثل‌های سنگسری